# Сорок два Аморийских мученика
Сорок два мученика Аморийских (греч. οἰ ἅγιοι μβ′ μάρτυρες τοῦ Ἀμορίου) — группа византийских высокопоставленных чиновников, взятых в плен Аббасидским халифом при осаде Амория в 838 году и казнённых в 845 году после отказа принять ислам. Православная церковь чтит их память 6 марта.

## События
В 838 году аббасидский халиф аль-Мутасим возглавил крупную кампанию против Византийской империи, которая закончилась разграблением города Амориум, столицы фемы Анатолик и места происхождения византийской императорской Аморийской династии.
В результате разграбления 42 офицера и знатных жителя Амория были взяты в плен и уведены в Самарру, тогдашнюю столицу халифата Аббасидов. Неоднократные попытки императора Феофила и — после его смерти в 842 году — Михаила III, а также императрицы-регентши Феодоры выкупить их были отвергнуты халифами. После отказа принять ислам они были казнены в Самарре 6 марта 845 года.
Из 42 известны по именам:
- Феодор Кратер, придворный евнух и, возможно, стратег фемы Букеларии, считается лидером 42-х, согласно агиографическим текстам[3].
- Патрикий Аэтий, стратег фемы Анатолик[4].
- Патрикий Феофил[5].
- Магистр Константин Бабуцикос, муж сестры императрицы Феодоры и, очевидно, самый высокопоставленный из заключённых. Он был первым, кому предложили принять ислам, и, возможно, первым, кого казнили после отказа[6].
- Бассо, идентифицированный как «бегун»[7].
- Каллист, возможно, член семьи Мелиссенос. Неясного происхождения патрикий и турмарх. Согласно агиографическим текстам, он прошёл путь от спафария до комита схолы и стал дуксом фемы Колонея, прежде чем был взят в плен павликанскими солдатами, бывшими под его командованием, и доставлен Аббасидам, которые поместили его вместе с пленниками из Амория[8].
- Константин, секретарь (notarios или hypographeus) Константина Бабуцикоса[9].

## Житие и почитание
Житие 42-х было написано вскоре после их казни монахом Еводием, который показал событие как божественное возмездие за возобновление иконоборчества императором Феофилом. Повествование Еводия, в основном, содержит богословские дискуссии между стойкими заключёнными и различными людьми — византийскими перебежчиками, мусульманскими чиновниками и т. д. — посланными, чтобы убедить их обратиться в ислам во время их семилетнего заключения. Согласно Еводию, мученики были казнены по повелению халифа эфиопскими рабами на берегу Евфрата. Труд Еводия — «последний пример жанра коллективного мученичества», получивший широкое распространение, наряду с несколькими вариантами сказания о 42 мучениках, зафиксированными более поздними авторами.
День памяти 42 мучеников — 6 марта, в день их казни. Иконы и стенописи 42-х, в отличие от сорока мучеников Севастийских, в византийском искусстве встречаются редко. На имеющихся изображениях они представлены просто как группа чиновников в придворных костюмах.
 